# Roguelike牌组构筑游戏
Roguelike牌组构筑游戏，在中国大陆玩家中俗称“肉鸽卡牌”，是电子游戏的一个子类别。顾名思义，该类别是Roguelike游戏与牌组构筑游戏的结合。其始祖是2014年发布的《Dream Quest》，随着2017年发售的《杀戮尖塔》而兴起，而后涌现了《怪物火车》、《欺诈之地》、《邪恶冥刻》等众多同类型作品。由于这些作品多受到《杀戮尖塔》的深刻影响，因此该类别也被非正式地称为“杀戮尖塔like”或“爬塔like”游戏。

## 内容
在一款典型的Roguelike卡牌构筑游戏中，玩家在开始每一局游戏时，会得到一副预先组好的套牌，用来与敌人战斗。战斗一般是回合制的，玩家每回合抽牌，观察或推测敌人下一回合要如何行动，然后出牌应对。如果生命值归零，即输掉这一局游戏，从头开始新一局；如果杀死全部敌人，则获得本场胜利。胜利后，会出现多张随机卡牌，玩家可以从中选择一张加入自己的套牌，然后投入下一场战斗。除了卡牌奖励外，战利品通常还包括道具（或能力）和金钱。在两场战斗之间，玩家通常还可以做其他事情，例如用金钱购买卡牌和道具，升级和删除卡牌，补充生命值，或参与随机事件碰运气；此时通常会采用一个地图系统，玩家可以自行规划前进路线，在下一场战斗前做好准备。就这样，玩家不断地战斗，击败最终敌人后即取得这一局游戏的胜利。
典型的Roguelike卡牌构筑游戏，通常还包含以下进阶要素：更多机制更复杂的卡牌和道具，玩家达成一定成就后可以解锁；更多职业（或种族），每个职业的初始套牌、初始道具、可获得卡牌、可获得道具都有差异；更多作用于全局游戏的特殊规则，供玩家挑战更高难度，或尝试更神奇的配合。
|          |                          | 《杀戮尖塔》 | 《怪物火车》 | 《骰子地下城》 | 《星陨传说： 流浪者的故事》 | 《月圆之夜》 |
| -------- | ------------------------ | ------------ | ------------ | -------------- | --------------------------- | ------------ |
| 战斗阶段 | 随机敌人                 | 是           | 是           | 是             | 是                          | 是           |
| 战斗阶段 | 回合制                   | 是           | 是           | 是             | 特殊                        | 是           |
| 战斗阶段 | 预示敌人行动             | 是           | 是           | 是             | 是                          | 否           |
| 战斗阶段 | 每回合抽牌、出牌         | 是           | 是           | 特殊           | 特殊                        | 是           |
| 战斗阶段 | 生命值归零即输掉这局游戏 | 是           | 是           | 是             | 是                          | 是           |
| 战利品   | 多张随机卡牌，可选一张   | 是           | 是           | 是             | 是                          | 是           |
| 战利品   | 道具或能力               | 是           | 是           | 是             | 是                          | 是           |
| 战利品   | 金钱                     | 是           | 是           | 是             | 是                          | 是           |
| 战利品   | 经验值                   | 否           | 否           | 是             | 否                          | 是           |
| 战前准备 | 购买卡牌和道具           | 是           | 是           | 是             | 是                          | 是           |
| 战前准备 | 升级卡牌                 | 是           | 是           | 是             | 否                          | 是           |
| 战前准备 | 删除卡牌                 | 是           | 是           | 是             | 是                          | 是           |
| 战前准备 | 参与随机事件             | 是           | 是           | 否             | 否                          | 是           |
| 战前准备 | 补充生命值               | 是           | 是           | 是             | 否                          | 是           |
| 战前准备 | 地图系统                 | 是           | 是           | 是             | 否                          | 是           |
| 进阶要素 | 解锁更多卡牌和道具       | 是           | 是           | 否             | 是                          | 否           |
| 进阶要素 | 多种职业或种族           | 是           | 是           | 是             | 是                          | 是           |
| 进阶要素 | 进阶难度挑战             | 是           | 是           | 是             | 是                          | 是           |
| 进阶要素 | 自定义规则               | 是           | 是           | 否             | 是                          | 否           |

在一局游戏之中，每一轮的卡牌奖励、道具奖励、地图、敌人都是随机的，玩家需要灵活、迅捷地构筑套牌：合理利用卡牌与卡牌、卡牌与道具之间的配合，剔除不能产生配合的卡牌，并避免因为过于特化而被特定敌人克制。

## 历史
Roguelike游戏的源头可以追溯至1980年代的电子游戏《Rogue》，牌组构筑游戏则可以追溯至1997年的《万智牌》电子游戏和2008年的桌上遊戲《皇舆争霸》。真正将这两个类型结合起来的是2014年的《Dream Quest》。该游戏由彼得·惠伦（Peter Whalen）独立制作，由于缺乏预算，画风极为简陋，在市场上并没有太大反响，但在游戏业界引发了关注。在《万智牌》发明者理查德·加菲尔德的引荐下，惠伦加入了暴雪娱乐，担任电子集换式卡牌游戏《炉石传说》的设计师。2017年12月，《炉石传说》发布了“狗头人与地下世界”扩展包，同时发布的免费单人冒险模式即属于Roguelike牌组构筑类型。
同一时期，2017年11月，独立游戏《杀戮尖塔》在Steam平台上以“抢先体验”形式发售。与《Dream Quest》和《炉石传说》冒险模式不同，《杀戮尖塔》中的敌人不再是另一个牌手，而是直接进行攻击、防御、施法等动作。玩家需要根据本回合抽到的牌和敌人的行动预告，规划如何应对。尽管起初销量不佳，但在中国大陆主播谜之声和王老菊的带动下，《杀戮尖塔》于2018年1月跃升至Steam单周销售排行榜第二名。截至2019年3月，其销量已经超过150万份，取得了巨大的商业成功。
受此鼓舞，大量同类型游戏随之出现，其中一些也取得了不俗的口碑和销量，Roguelike牌组构筑作为一个独立的游戏子类型于是得以成立。这些作品往往在Roguelike卡牌的基础上尝试融入其他要素，如与塔防结合的《怪物火车》，跟RPG叙事结合的《欺诈之地》，跟元游戏结合的《邪恶冥刻》等等。

## 作品
以下列出了部分Roguelike牌组构筑游戏：
- 《Dream Quest》
- 《月圆之夜》
- 《杀戮尖塔》
- 《骰子地下城（英语：Dicey Dungeons）》
- 《怪物火车（英语：Monster Train）》
- 《穿越方尖碑》
- 《超时空方舟》
- 《方寸死斗（英语：Fights in Tight Spaces）》
- 《欺诈之地（英语：Griftlands）》
- 《邪恶冥刻》
- 《虚空穹牢》
- 《魔域之书》
- 《高殿战记》
- 《爱丽丝与巨人（英语：Iris and the Giant）》
- 《星陨传说：流浪者的故事》
- 《学园偶像大师》
- 《寶可夢肉鴿》